# Kasepää (commune)
Kasepää (en estonien : Kasepää vald) est une municipalité rurale  d'Estonie située dans le Comté de Jõgeva. Elle s'étend sur 40,87 km2 et a 1 263 habitants(01/01/2012).

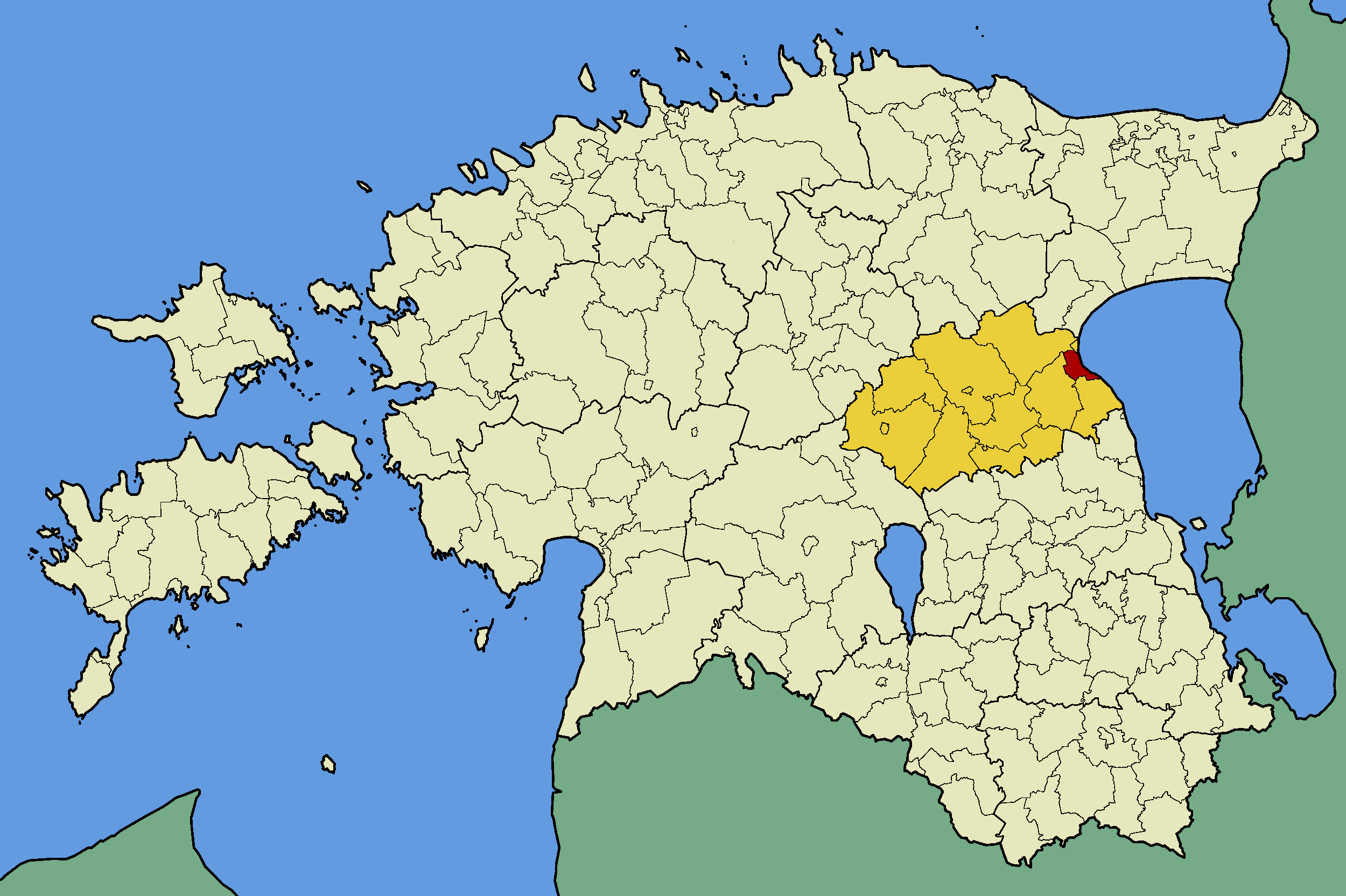
Commune de Kasepää (rouge)
dans le Comté de Jõgeva (jaune).

## Municipalité
La municipalité comprend 8 villages.

### Villages
Kaasiku, Kasepää, Kükita, Metsaküla, Nõmme, Omedu, Raja, Tiheda.